# Jean-Jacques Manget
Jean-Jacques Manget, latinisiert Johannes Jacobus Mangetus Mangetus, (* 19. Juni 1652 in Genf/Republik Genf; † 15. August 1742 ebenda) war ein Genfer Arzt, der für die Herausgabe verschiedener Sammelwerke bekannt ist, besonders der Bibliotheca Chemica Curiosa (Genf 1702) und medizinische Enzyklopädien.

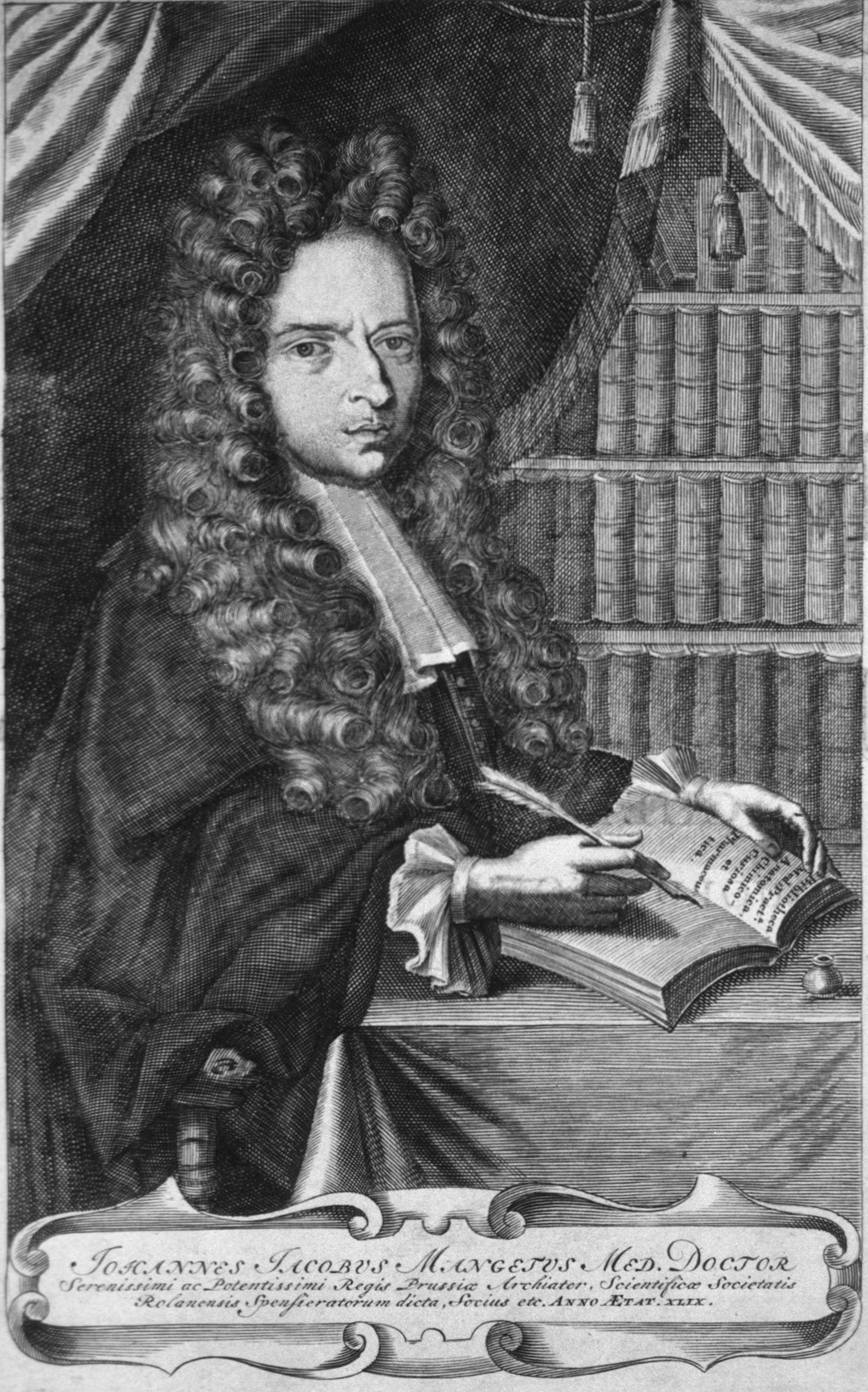
Manget

## Leben
Manget war der Sohn eines Kaufmanns und sollte eigentlich Geistlicher werden und studierte Theologie, wandte sich dann aber der Medizin zu, die er weitgehend im Selbststudium erlernte, und wurde 1678 in Valence promoviert. Er praktizierte zunächst in Genf und war ab 1699 Leibarzt des Kurfürsten von Brandenburg.
Die Bibliotheca Chemica Curiosa war neben dem Theatrum Chemicum eine der umfangreichsten Sammlungen alchemistischer Literatur, die jemals erschienen. Sie erschien in 2 Bänden mit jeweils über 900 Seiten. Neben seiner umfangreichen Herausgebertätigkeit schrieb er zum Beispiel eine Monographie über die Pest, die damals gerade in Marseille und der Provence wütete. Wie in seinen anderen Sammelwerken druckte er überwiegend meist bereits anderswo erschienene Werke ab. Seine Bibliotheken waren auch Verkaufserfolge, die Bibliotheca anatomica, Bibliotheca medico-practica und die Bibliotheca pharmaceutico-medica erlebten trotz des Umfangs dieser Werke jeweils 2 Auflagen, die Bibliotheca chirurgica und die Bibliotheca scriptorum medicorum brachten es nur auf eine Auflage. Sie waren jeweils in Latein verfasst. Von der Bibliotheca anatomia gab es 1711 eine dreibändige gekürzte englische Fassung und von der Bibliotheca chemica curiosa eine gekürzte deutsche Fassung (1707). Die Bibliotheca scriptorum medicorum enthielt auch Bio-Bibliographien von medizinischen Autoren (mit rund 4000 Einträgen).

## Schriften
- Bibliotheca anatomica, Genf 2 Bände 1685, 2. Auflage 1699 (Herausgabe mit Daniel Leclerc)
- Bibliotheca Chemica Curiosa, 2 Bände, Genf: Chouet 1702[2]
- Theatrum anatomicum, 1716–1717
- Traité de la peste recueilli des meilleurs auteurs anciens et modernes, Genf 1721, pdf
- Bibliotheca medico-practica, sive Rerum medicarum thesaurus cumulatissimus : tomis octo comprehensis, Genf, 1695 bis 1698 und 2. Auflage 1739,  Digitalisat
- Bibliotheca chirurgica
- Bibliotheca scriptorum medicorum
- Bibliotheca pharmaceutico-medica, Genf, Köln 1703